# 菊地優子
菊地 優子（きくち ゆうこ、1967年〈昭和42年〉12月9日 - ）は、日本の元女優。東京都出身。アクトレインクラブに所属していた。

## 人物
5歳の時に劇団ひまわりに入団。1981年、映画『魔界転生』で、真田広之の相手役に選ばれ、注目される。その後は、テレビドラマなどで活躍する。
映画トラック野郎シリーズでは、松下華子役として第1作『トラック野郎・御意見無用』（1975年）から登場。これは、主人公の相棒である松下金造（通称：ヤモメのジョナサン）の次女役で、以後レギュラー出演を続けていた。第5作『トラック野郎・度胸一番星』に登場していないのは、松下の妻である君江役の春川ますみが出演していない関係で、「君江が出ないのに子供たちだけを出したくない」と監督の鈴木則文が判断したためである。次の第6作『トラック野郎・男一匹桃次郎』には登場したものの、第7作『トラック野郎・突撃一番星』には春川ともども登場していない。第8作『トラック野郎・一番星北へ帰る』から子役が全員入れ替えになったため、『〜男一匹桃次郎』が同シリーズ最後の出演となった。この入れ替えは、演出上の都合によるものだが、「（あと10作ぐらい続くと思っていたから変えたが）全10作で終わるなら、変えなくても良かった」と、監督の鈴木則文は述懐していた。

## 出演

### 映画
- トラック野郎シリーズ（東映） - 松下華子
  - トラック野郎・御意見無用（1975年）
  - トラック野郎・爆走一番星（1975年）
  - トラック野郎・望郷一番星（1976年）
  - トラック野郎・天下御免（1976年）
  - トラック野郎・男一匹桃次郎（1977年）
- 先生のつうしんぼ（1977年、日活） - 山上玲子
- 魔界転生（1981年、東映） - お光
- 青春の門（1981年、東映） - 牧織江(小〜中学時代)

### テレビドラマ
- それ行け!カッチン 第15話「真珠がピカリ ひな祭り」（1976年、TBS）
- 大江戸捜査網 （東京12チャンネル）
  - 第203話「初見参お銀仇討ち始末」（1977年）
  - 第217話「初春雪どけを待つ女」（1978年）
  - 第224話「悲恋! 女賊の子守唄」（1978年）
- 土曜ドラマ / 松本清張シリーズ 依頼人（1977年10月29日、NHK） - 佐伯律子（少女時）
- 朝の連続テレビ小説 / おていちゃん（1978年、NHK） - 大沢てい子（少女時）
- スパイダーマン 第33話「男の子をイビる野性の凄い少女」（1978年、東京12チャンネル）
- ポーラテレビ小説 （TBS）
  - こおろぎ橋（1978年 - 1979年）
  - 千春子（1983年 - 1984年）
  - 夢恋し（1986年）
- 3年B組金八先生 第2シリーズ 第7話「3B学習発表会・その1」（1980年、TBS） - 桜中二年生
- 特捜最前線 （テレビ朝日）
  - 第193話「老刑事・鈴を追う!」（1981年）
  - 第228話「通り魔・あの日に帰りたい!」（1981年）
- 太陽にほえろ! 第458話「おやじの海」（1981年、NTV） - 天野里美
- 火曜サスペンス劇場 / 「あの三億円事件の真相は? 父と子の炎」（1981年、日本テレビ） - 横溝京子
- ドラマ人間模様 / 続 夢千代日記（1982年、NHK） - 池辺俊子
- 時代劇スペシャル / 御金蔵破り（1982年 - 1983年、フジテレビ）
- 天まであがれ!（1982年、日本テレビ）
- ゴールデンワイド劇場 / 終りに見た街（1982年8月16日、テレビ朝日）
- 東芝 日曜劇場 / 三日間（1982年10月10日、TBS） - 北山真佐子
- 木曜ファミリーワイド / 松本清張の蒼い描点（1983年5月19日、フジテレビ） - 旅館・対星館の娘
- 弐十手物語 第5話「やさしい男」（1984年、フジテレビ）
- 白夜（1984年、NHK）
- 必殺シリーズ （朝日放送）
  - 必殺仕事人V 第1話「主水、脅迫される」（1985年）
  - 必殺剣劇人 第1話「寄らば斬るぞ!」（1987年）
- 金曜女のドラマスペシャル / サギ娘（1985年8月9日、フジテレビ）
- 草壁署迷宮課おみやさん 第2話「5年前の行きずり殺人が今日…!」（1985年、朝日放送）
- 時空戦士スピルバン 第18話「コップの中に光る虹の橋」(1986年、東映 テレビ朝日 旭通信社)  - 牧野果林
- あぶない刑事 第29話「追撃」（1987年、日本テレビ） - 森山理沙
- ハングマンGOGO 第13話「地上げ屋に転がされた少女!」（1987年、朝日放送） - 松田早紀
- 土曜ワイド劇場「津軽海峡おんな殺人行」（1987年3月5日、テレビ朝日） - 川原よしみ